# Sven Lintjens
Sven Lintjens (* 5. Oktober 1976 in Mönchengladbach) ist ein ehemaliger deutscher Fußballspieler.

## Leben

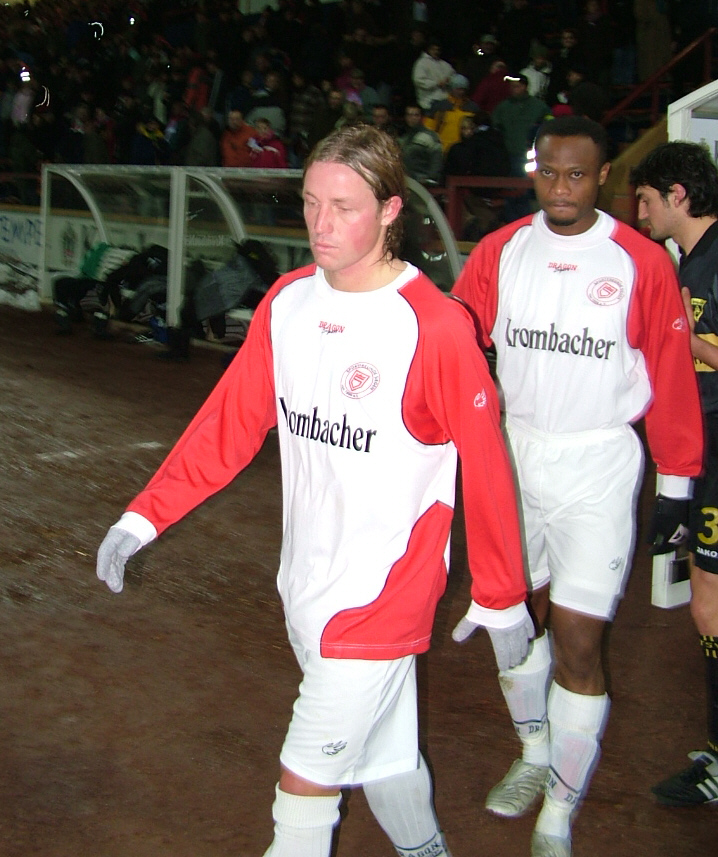
Sven Lintjens schoss das erste Tor der Zweitliga-Historie der Sportfreunde Siegen

Begonnen hat Sven Lintjens bei Borussia Mönchengladbach, wo er bis 1998 in der Abwehr spielte. Zwischenzeitlich war er auch kurz für den KFC Uerdingen 05 im Einsatz. Dann wechselte er für ein Jahr als Mittelfeldspieler zum SC Fortuna Köln und ging anschließend für drei Jahre zur SG Wattenscheid 09. Dort wurde er in der Saison 2001/02 im Sturm eingesetzt und erzielte elf Treffer. Zwischen 2003 und 2005 war für Rot-Weiss Essen tätig und wurde 2005 Spieler der Sportfreunde Siegen, für die er in der Spielzeit (2005/06) sieben Treffer erzielte und damit der Top-Scorer der Sportfreunde in dieser Saison war. Für die Spielzeit 2006/07 unterschrieb er einen Vertrag beim 1. FC Saarbrücken in der Regionalliga Süd. Im Januar 2007 wechselte er zum niederländischen Zweitligisten MVV Maastricht. In der Hinrunde der Saison 2007/08 trug er das Trikot des Wuppertaler SV Borussia. Der Stürmer hatte dort einen Zweijahresvertrag unterschrieben, löste seinen Vertrag jedoch gleich im Anschluss nach dem DFB-Pokal-Achtelfinale gegen den FC Bayern München auf, nachdem er bereits in der Winterpause mehrmals Wechselabsichten geäußert hatte. Sein neuer Verein in der Rückrunde war der SC Paderborn 07, er passte aber nach einem halben Jahr nicht in das Konzept des SCP-Trainers Pawel Dotschew. Lintjens stand Mitte 2008 kurz vor einer Unterschrift beim Drittligisten Dynamo Dresden. Aber diese wurde durch eine schwere Verletzung vereitelt, auf Grund derer der Ost-Klub das Interesse verlor. Einen neuen Verein fand Lintjens im Dezember 2008 in seinem Ex-Klub Wuppertaler SV Borussia, wo er zunächst mittrainierte. Nachdem er seine Verletzung auskuriert hatte, unterschrieb er dort einen Vertrag für die 3. Liga zur Rückrunde 2008/09. Im Jahr 2010 beendete Lintjes seine Karriere bei diesem Verein.